# Глигор Станојевић
Глигор Станојевић (Велестово, 23. јануар 1919 — Београд, 28. мај 1989) био је српски историчар и један од највећих стручњака за историју Срба у раздобљу од 16. до 18. века, са тежиштем на раној нововековној историји Црне Горе, Боке Которске, Херцеговине и Далмације.

## Биографија
Школовање је започео на Цетињу, а гимназију је завршио у Скопљу. Његове студије, започете на Филозофском факултету у Београду, прекинуло је избијање Другог светском рата (1941). Током рата, би је ухапшен од стране окупатора и заточен у концентрационим логорима у Италији. Након италијанске капитулације у јесен 1943. године вратио се у отаџбину, укључивши се у борбу против окупатора. По завршетку рата вратио се студијама. Дипломирао је 1949. године на Групи за историју Филозофског факултета у Београду. Потом се запослио у Историјском институту, где је провео цео радни век. Докторирао је 1953. године са тезом: Црна Гора у доба владике Данила. Пензионисао се 1984. године, као научни саветник.
Као добар познавалац латинског и италијанског језика, проучавао је историјску грађу у архивским установама Котора, Дубровника, Задра и Венеције. Непосредан увид у историјске изворе из раздобља од 16. до 18. века, који су великим делом били непроучени и необјављени, омогућио му је да у својим научним радовима расветли многа кључна питања из ране нововековне историје српског народа у областима Црне Горе, Боке Которске, Херцеговине и Далмације. Био је један од највећих стручњака за историју Црне Горе у раздобљу од 16. до 18. века. захваљујући непосредној утемељености на архивској грађи, његови научни радови су задржали трајну вредност.

## Важнији радови
- Станојевић, Глигор (1951). „Појава Шћепана Малог у Црној Гори и интересовање страних сила за њега”. Историски гласник. 4 (1-2): 96—107.
- Станојевић, Глигор (1953). „Један податак о мирењу Црногораца и Паштровића из 1681”. Историски записи. 6 (9): 278—282.
- Станојевић, Глигор (1953). „Црна Гора у доба Кандиског рата (1645-1669)”. Историски гласник. 6 (1-2): 3—53.
- Станојевић, Глигор (1954). „Василије Бркић у Црној Гори 1768. године”. Историски преглед. 1 (2): 63—67.
- Станојевић, Глигор (1955). Црна Гора у доба владике Данила. Цетиње: Историски институт.
- Станојевић, Глигор (1957). Шћепан Мали. Београд: Научно дело.
- Станојевић, Глигор (1962). Црна Гора пред стварање државе 1773-1796. Београд: Историски институт.
- Stanojević, Gligor (1962). Dalmacija u doba Morejskog rata 1684-1699. Beograd: Vojno delo.
- Станојевић, Глигор (1970). Југословенске земље у млетачко-турским ратовима XVI-XVIII вијека. Београд: Историјски институт.
- Stanojević, Gligor (1973). Senjski uskoci. Beograd: Vojnoizdavački zavod.
- Станојевић, Глигор (1975a). „Црна Гора у XVI вијеку”. Историја Црне Горе. књ. 3, св. 1. Титоград: Редакција за историју Црне Горе. стр. 1—88.
- Станојевић, Глигор (1975b). „Црна Гора у XVII вијеку”. Историја Црне Горе. књ. 3, св. 1. Титоград: Редакција за историју Црне Горе. стр. 89—227.
- Станојевић, Глигор (1975c). „Црна Гора у XVIII вијеку”. Историја Црне Горе. књ. 3, св. 1. Титоград: Редакција за историју Црне Горе. стр. 229—499.
- Станојевић, Глигор (1976). Србија у време Бечког рата 1683-1699. Београд: Нолит.
- Станојевић, Глигор (1979). Митрополит Василије Петровић и његово доба (1740-1766). Београд: Историјски институт.
- Станојевић, Глигор (1980). „Документи о граничним сукобима на млетачко-турској граници на црногорском приморју”. Мешовита грађа (Miscellanea). 8: 103—138.
- Станојевић, Глигор (1981). „Млетачко-турски заплет због Рисна 1671. године”. Историјски часопис. 28: 161—165.
- Станојевић, Глигор (1985). „Приручник о крајинама из 1783. године”. Мешовита грађа (Miscellanea). 14: 21—56.
- Станојевић, Глигор (1986). „Један докуменат о Србима у Далмацији из 1790. године”. Мешовита грађа (Miscellanea). 15: 23—32.
- Станојевић, Глигор (1987). Далматинске крајине у XVIII вијеку. Београд: Историјски институт.